# Mohammed in de film
Over Mohammed, de boodschapper binnen de islam, zijn tot op heden slechts twee films gemaakt.

## The Message
De eerste film over Mohammed is "The Message" (De Boodschap). De oorspronkelijke naam van deze film was echter "Mohammed, Messenger of God". Maar de vertaling "messenger" voor het Arabische "rasul" werd door de ulama afgekeurd. Daarom werd een andere naam gekozen: "The Message", of in het Arabisch "Al-Risalah".
De film kwam uit op 1 januari 1976 en op 29 juli 1976 ging de Engelse versie in première in de Londense bioscoop Plaza. Er bestaan twee versies van de film, namelijk een Arabische en een Engelse. De Arabische versie ging op 19 augustus 1976 in Londen in première in bioscoop Curzon. Beide films draaiden in de Londense bioscopen tot 29 september 1976. De Engelse versie draaide negen weken, de Arabische zes.
De film heeft een Amerikaanse en een Egyptische cast, waarin Anthony Quinn Hamza, Irene Papas Hind en Michael Ansara Abu Sofyan speelden. De regisseur is Moustapha Akkad (1935-2005). In zowel de Arabische als de Engelse versie van film wordt gespeeld met nagenoeg dezelfde cast. Het verschil is dat de hoofdrollen die door westerse acteurs werden gespeeld in de Arabische versie door Egyptische auteurs wordt gespeeld. Bij grote totaalshots van een grote groep, zoals bij de Slag bij Badr, kan men horen dat de regisseur het betreffende shot slechts eenmaal gefilmd heeft; de acteurs roepen Allahu Akbar, terwijl in alle andere scènes gekozen is voor God is great.
Hoewel de film over hem gaat, komt Mohammed niet een keer in beeld. In de islam is het immers niet toegestaan om Mohammed in beeld te brengen of afbeeldingen van hem te maken. Via voor die tijd ingenieuze regie werd dit mogelijk gemaakt; zo werd steeds van camerapositie gewisseld precies op het moment dat Mohammed in beeld zou gaan verschijnen. Bovendien ziet het publiek van tijd tot tijd de film door de ogen van Mohammed.
Overigens komen ook Ali, de schoonzoon van Mohamed, en zijn vrouwen niet in beeld. Het gevolg daarvan is dat in de film Mohammed nauwelijks met vrouwen lijkt om te gaan. In oude biografieën als die van Ibn Ishaak is dat duidelijk anders.
Hoewel de Al Azhar-universiteit in Caïro na aanvankelijke toestemming alsnog de film verbood, is de film wijd en zijd verspreid geraakt en is hij ook in islamitische kringen populair geworden, bijvoorbeeld in Afrika.

## Muhammad: The Last Prophet
Muhammad: The Last Prophet is een animatiefilm uit 2002, geproduceerd door Badr International en geregisseerd door Richard Rich. De film was in de Verenigde Staten en het Verenigd Koninkrijk in een beperkt aantal bioscopen te zien.
In Muhammad: The Last Prophet wordt de beginperiode van de islam getoond. Ook in deze film wordt Mohammed niet in beeld gebracht. Deze film kreeg wel de goedkeuring van de Al Azhar-universiteit.

## Documentaires
Ook zijn tot nu toe twee documentaires gemaakt over het leven van Mohammed, namelijk "Islam: Empire of Faith" uit 2000 en "Muhammad: Legacy of a Prophet" uit 2002.